# Metròfanes de Bizanci
|  | Per a altres significats, vegeu «Metròfanes». |

Metròfanes de Bizanci (Bizanci?, s. III - 326) va ser bisbe de Bizanci entre els anys 306 i 314. És venerat com a sant en diverses confessions cristianes.

## Biografia
Va ser elegit bisbe de Bizanci, llavors una ciutat grega sense més importància, el 306, com a successor de Probe. Era fill de Domeci, que també havia estat bisbe de Bizanci. Metròfanes podria haver estat, però no se sap del cert, fill de Probus. L'any 314 va deixar el càrrec i es va retirar per fer vida religiosa. Segons una tradició, abans que morís, l'emperador Constantí I volia donar-li el títol honorari de Patriarca, però no pogué, ja que Bizanci era una ciutat petita. En 330, Constantí la convertí en la nova capital de l'Imperi Romà i va rebre el nou nom de Nova Roma o Constantinoble; en 451, el bisbat va ser elevat a patriarcat.
A causa de l'edat, Metròfanes no va poder participar en el primer Concili de Nicea, i hi envià el prevere Alexandre I de Constantinoble, que seria el seu successor.
Quan Metròfanes va morir, va ser canonitzat, celebrant-se'n la festivitat el 4 de juny.